# Jordi Navarrete García
Jordi Navarrete García   (Barcelona, 23 de febrer de 1950 - Torreblanca, 19 d'octubre de 1982), conegut també com a Jorge Navarrete, fou un pilot de motociclisme català que destacà en competicions estatals durant la dècada de 1970 i començaments de la de 1980, especialment en proves de resistència, havent aconseguit tres títols de Campió d'Espanya d'aquesta disciplina en la cilindrada dels 250 cc (1970, 1971 i 1978), sempre amb Bultaco. Participà també en el Campionat d'Espanya de velocitat amb resultats notables, sobretot en cilindrades petites i mitjanes (50, 125 i 250 cc), tot pilotant-hi alguna Derbi i Yamaha privada, i fins i tot disputà algun Gran Premi del Campionat del món.
De professió mecànic i resident a Sants durant anys, debutà en competició el 1970 a Granollers i obtingué els seus primers triomfs destacats el 1971. Cap a finals de la dècada de 1970 entrà a l'equip de l'escuderia JJ, on pilotà la Morbidelli de 125cc. Jordi Navarrete es va morir juntament amb la seva dona, Yolanda Pla -amb qui s'acabava de casar feia dos dies-, en ser envestit el seu cotxe per un camió quan circulaven per Torreblanca.

## Resultats al Mundial de motociclisme[3]
| Any   | Categoria | Moto       | Curses | Victòries | Podi | Pole | Fast lap | Punts | Posició |
| ----- | --------- | ---------- | ------ | --------- | ---- | ---- | -------- | ----- | ------- |
| 1977  | 50cc      | Derbi      | 1      | 0         | 0    | 0    | 0        | 1     | 27è     |
| 1977  | 125cc     | Morbidelli | 1      | 0         | 0    | 0    | 0        | 1     | 35è     |
| Total |           |            | 2      | 0         | 0    | 0    | 0        | 2     |         |